# Anthene ngoko
Anthene ngoko är en fjärilsart som beskrevs av Henry Stempffer 1962. Anthene ngoko ingår i släktet Anthene och familjen juvelvingar. Inga underarter finns listade i Catalogue of Life.